# Mannhausen
Mannhausen ist ein Ortsteil der Gemeinde Calvörde im Landkreis Börde in Sachsen-Anhalt.

## Geografie
Mannhausen liegt ca. 7 km westlich vom Flecken Calvörde im Naturpark Drömling am Mittellandkanal.

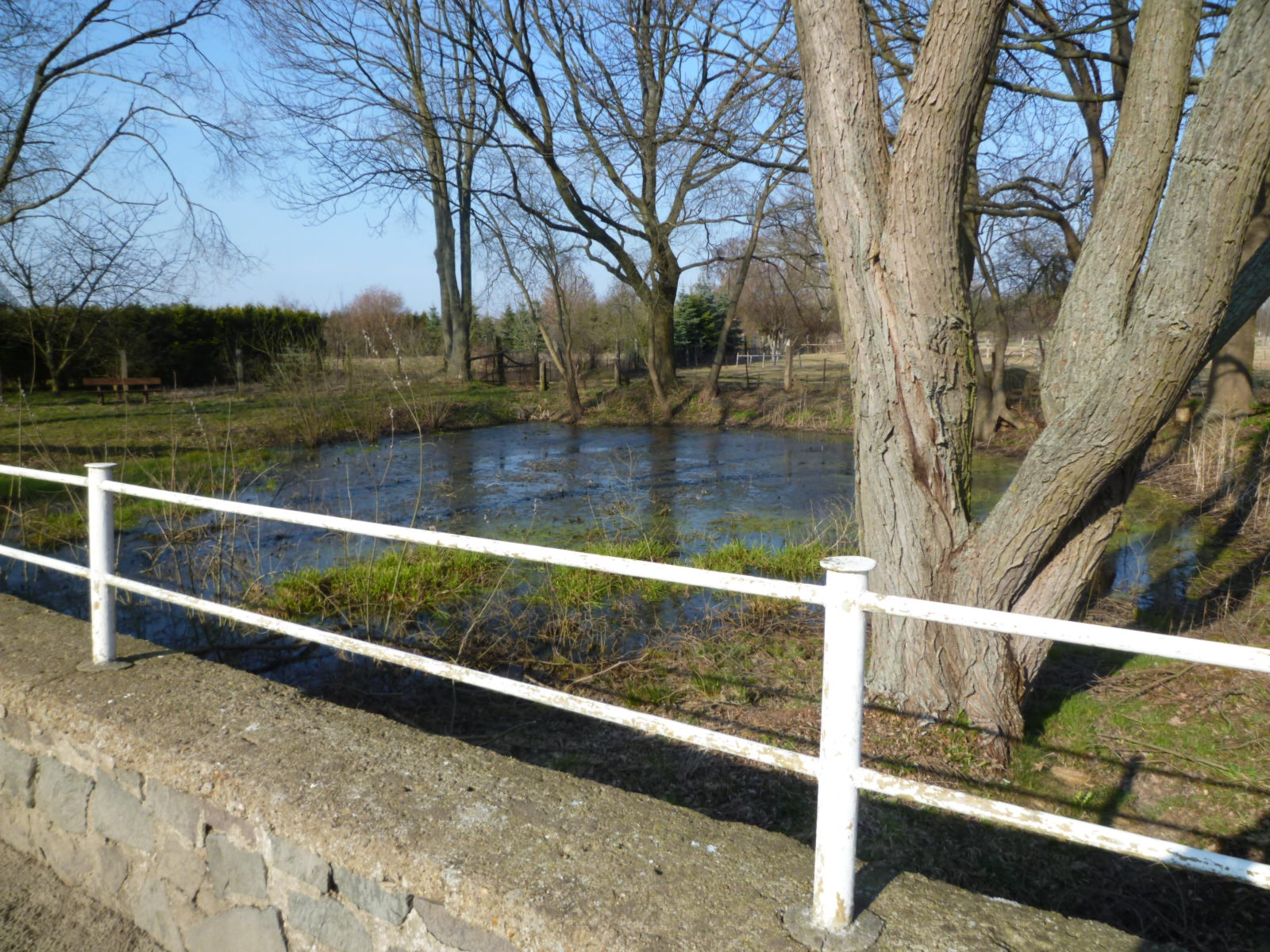
Dorfteich, März 2011

## Geschichte
Die nachweislich erste Benennung des Ortes erfolgte im Jahre 1160.

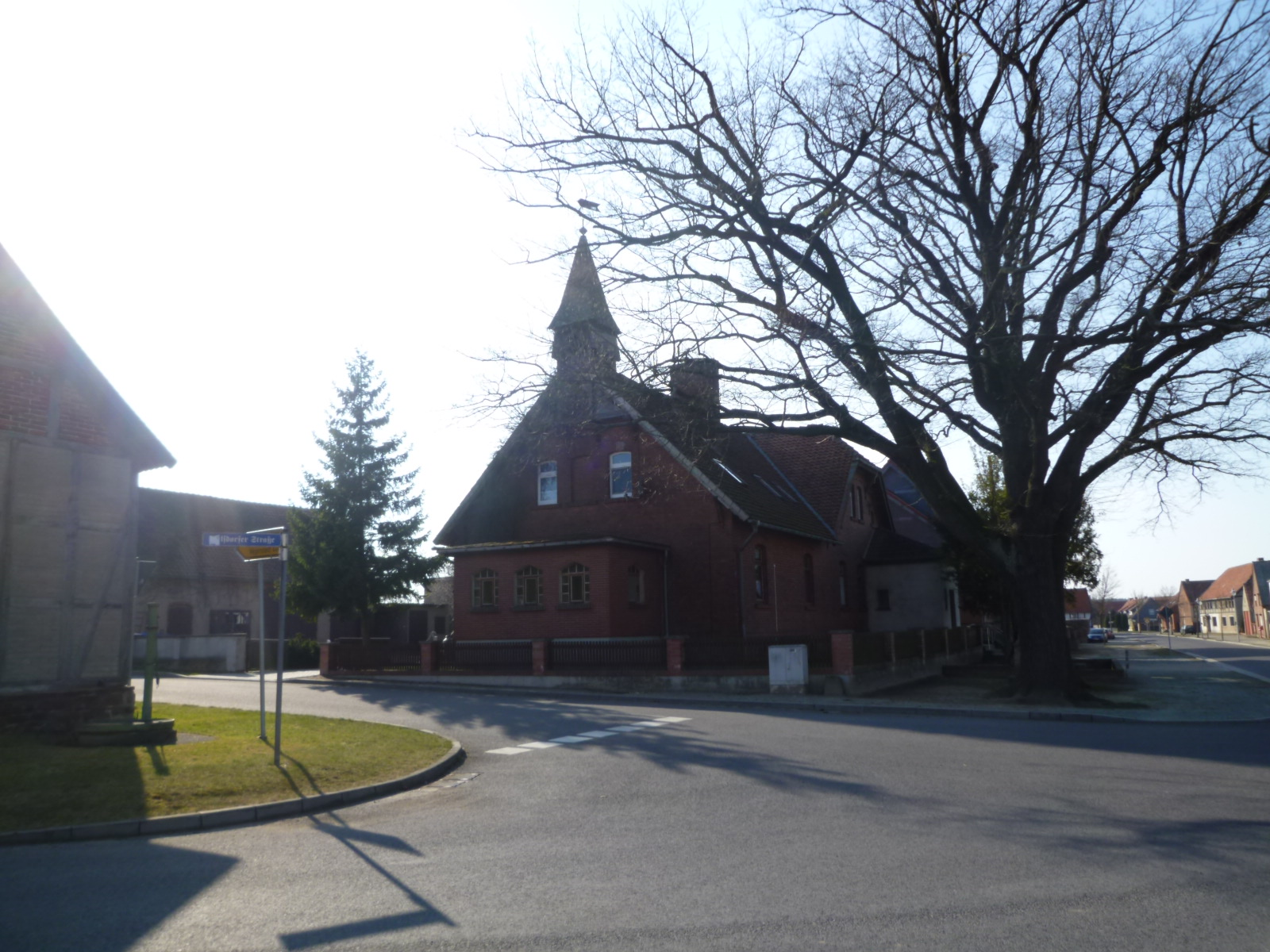
Ehemaliges Schulhaus, 2011

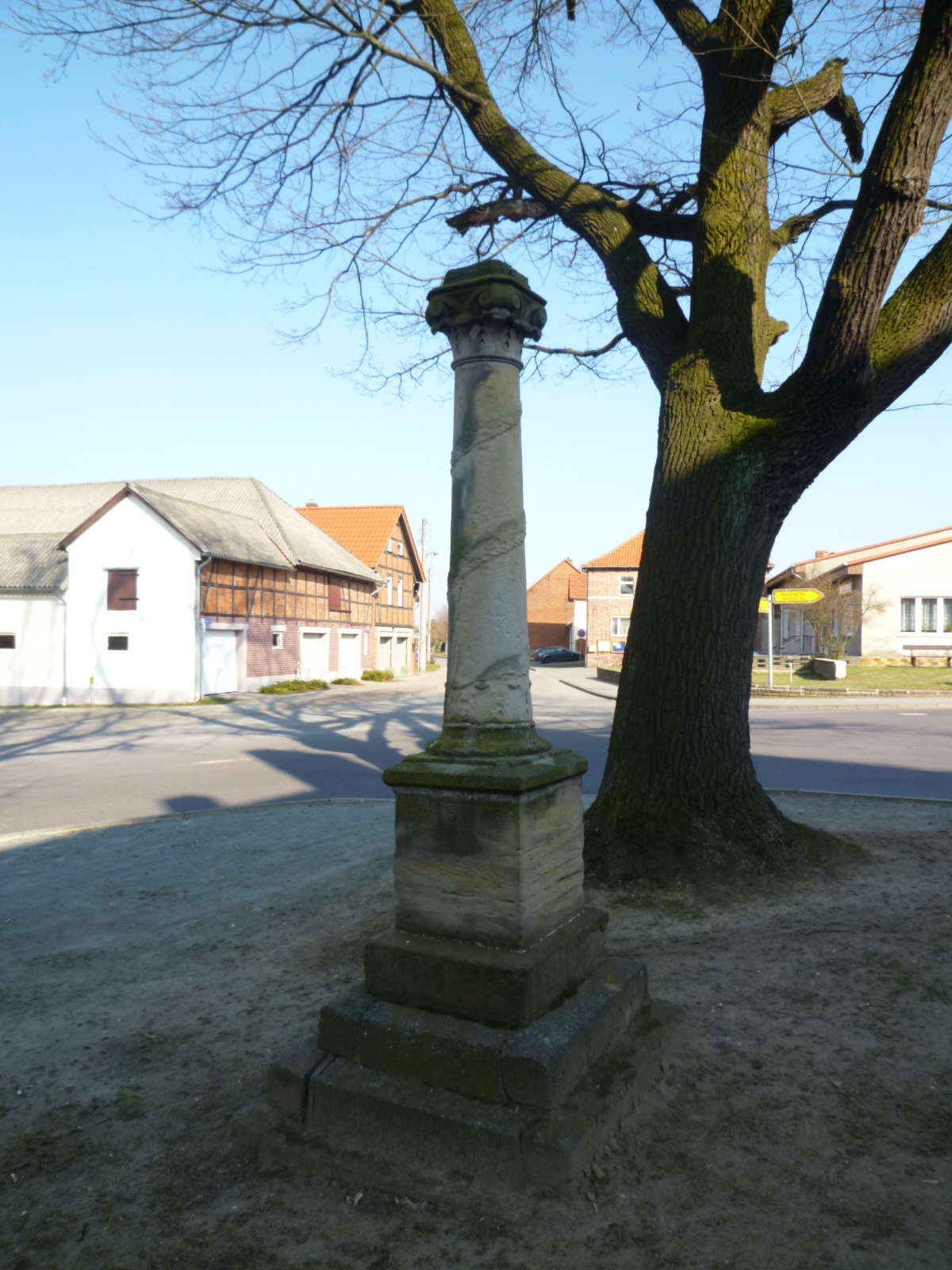
Kriegerdenkmal 1870/1871, 2011

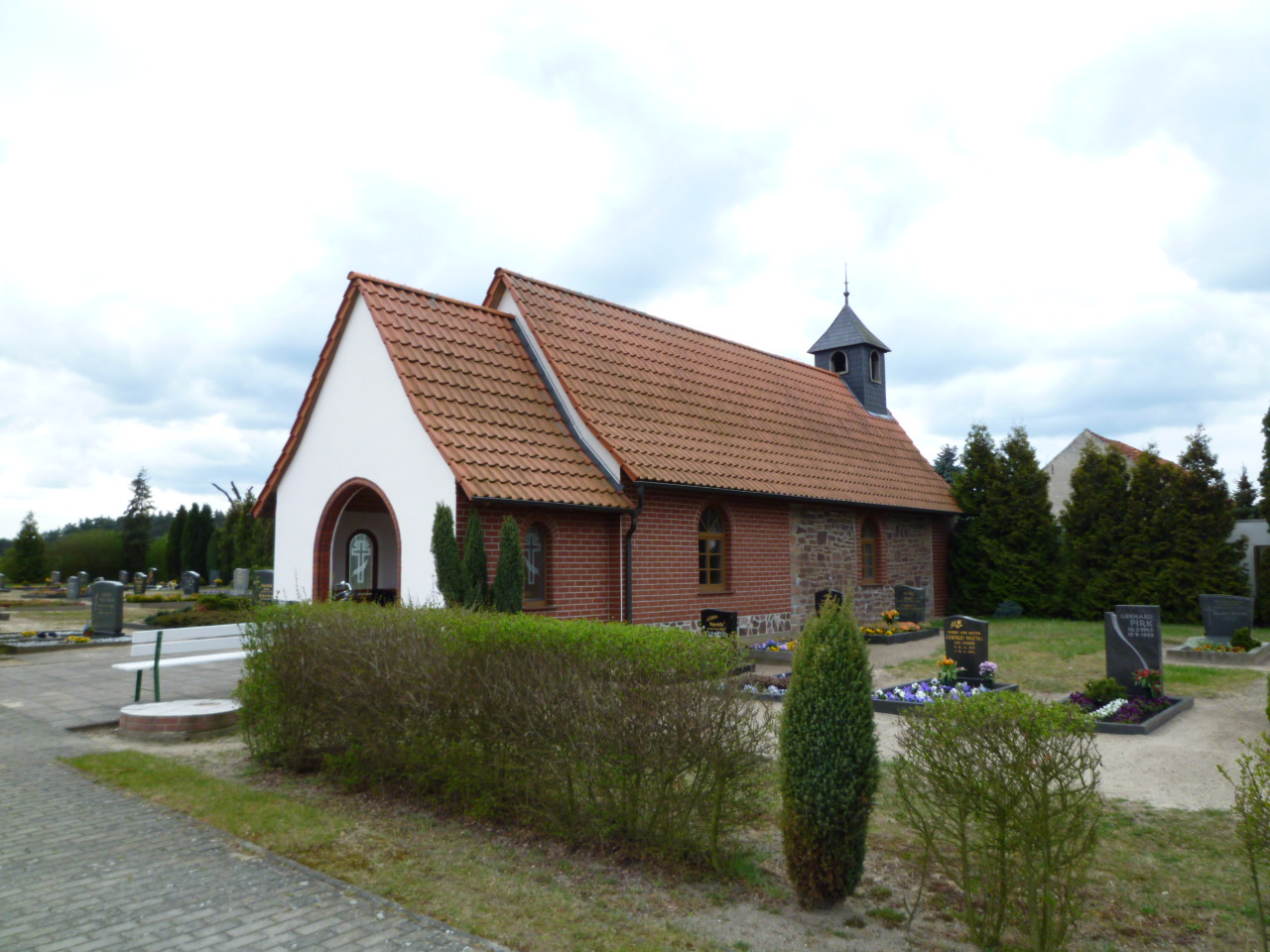
Friedhofskapelle

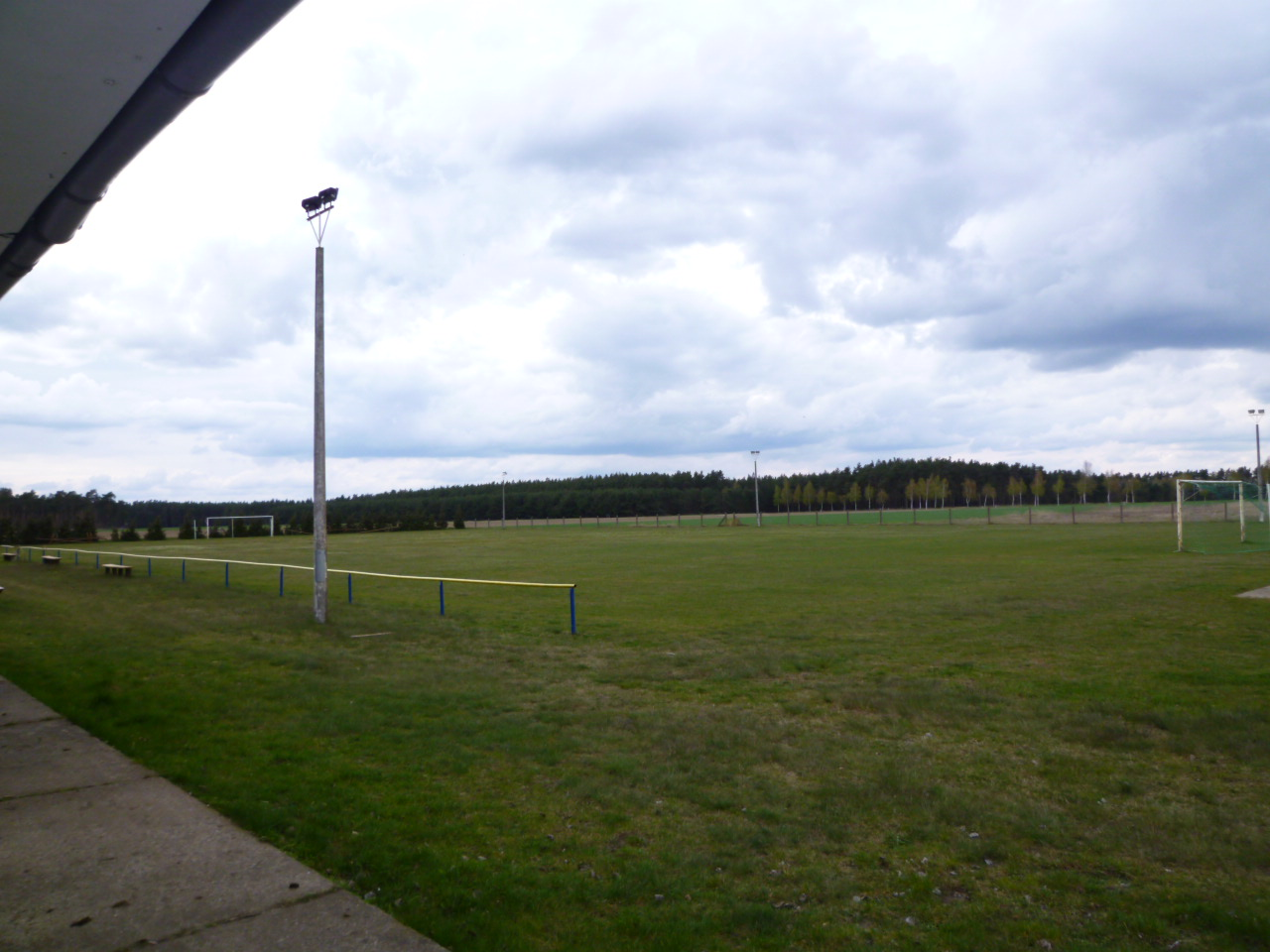
Fußballplatz

Am 1. Januar 2010 schlossen sich die bis dahin selbstständigen Gemeinden Mannhausen, Berenbrock (mit Elsebeck und Lössewitz), Dorst, Grauingen, Klüden, Velsdorf, Wegenstedt und Zobbenitz mit dem Flecken Calvörde zur neuen Gemeinde Calvörde zusammen.
Als Wohnplätze der ehemaligen Gemeinde Mannhausen waren Kämkerhorst, Piplockenburg und Kolonie Langehorst ausgewiesen.

### Piplockenburg
Die Ortschaft liegt etwa 1 km von Mannhausen entfernt. Der Name entstammt einer geschichtlichen Überlieferung, wonach im Drömlingsland (damals Sumpfgebiet bzw. Moor) eine Burg, die heftig umkämpft war. Die Burgritter verwendeten Trillerpfeifen, um so ihren Standort zu verraten. Die Eindringlinge fielen auf diesen Trick herein und versanken beim Angriff auf die Burg im Moor. So entstand der Name „Piplockenburg“, der im eigentlichen Sinne „Piep lock in Burg“ bedeutete – das Pfeifen der schlauen Burgherren, um die Feinde anzulocken und sie dann letztlich im Moor loszuwerden.

### Mannhausen
Nach bisher zeitlich nicht belegten Quellen handelt es sich bei Mannhausen im Grunde um eine Ortschaft, die aus einem großen Gefängnis im Drömling entstand, das im 11. oder 12. Jahrhundert aufgelöst wurde. In diesem Gefängnis saßen „Langjährige“ bzw. „Lebenslängliche“ ein. Es kam zu einer Amnestie im Zuge der Auflösung des Gefängnisses, wonach sich alle Insassen einer plötzlichen Freilassung gegenübersahen und nicht wussten, wohin sie sich begeben konnten. Aus dieser Notlage heraus gründeten sie eine Art Kommune mit einfachen Hütten, in der sie sich vorerst niederlassen und notdürftig wohnen konnten. Innerhalb der nächsten Jahrzehnte wurde daraus ein Dorf.
Da es sich bei den Gefangenen um ausschließlich Männer handelte, wurde das Dorf kurzerhand „Mann-Hausen“ genannt.

### Historische Flurnamen
Innerhalb der Gemarkung Mannhausen befinden sich zahlreiche Flurnamen, wie: Hinterm Berg, Mehlbreite, Wahrbergstücke, Hinterm Friedhof, Vorm Dorfe, Söhlckenstücke, Gemeinschaftliche Schweineweide, Springberg, Rehmstücke, Räumling, Kleekamp, Nachtweidewiesen, Nachtaue, Kayndorfacker, Schuhhardtsche, Auf der Heide, Masche, Drömlingsweide, Die kleinen Theile, An der schönen Eiche, Dreyenbusch.

## Politik

### Bürgermeister
Der letzte Bürgermeister der Gemeinde Mannhausen war Manfred Eggeling.

### Wappen
Das Wappen wurde am 8. Dezember 1997 durch das Regierungspräsidium Magdeburg genehmigt.
Blasonierung: „In Silber ein schräglinker blauer Wellenbalken, oben und unten begleitet von je einem grünen Eichenzweig mit zwei Blättern und einer aufrechten Eichel.“
Das Wappen berücksichtigt die Lage der Gemeinde Mannhausen am Mittellandkanal – ausgedrückt durch einen blauen Wellenbalken – sowie die naturelle Lage – ausgedrückt durch die Symbole der Eiche.
Die Farben der Gemeinde sind Blau-Silber (Weiß).
Das Wappen wurde vom Magdeburger Kommunalheraldiker Jörg Mantzsch gestaltet.

### Flagge
Die Flagge ist Weiß-Blau-Weiß gestreift mit aufgelegtem Wappen auf dem breiteren Mittelstreifen.

## Wirtschaft und Infrastruktur

### Verkehr
Zur Bundesstraße 188 die Wolfsburg mit Stendal verbindet, sind es in nördlicher Richtung zirka 17 Kilometer.
Weiterhin führt der Mittellandkanal an den Ortsteil vorbei, die nächste Umschlagsstelle befindet sich sieben Kilometer entfernt in Calvörde. Der nächstgelegene Bahnhof liegt zirka vier Kilometer südlich in Wegenstedt.

## Kultur und Sehenswürdigkeiten

### Sehenswürdigkeiten
- Das ehemalige Schulhaus in Mannhausen steht unter Denkmalschutz
- Das bemerkenswerte Kriegerdenkmal Mannhausen steht südlich des Dorfplatzes
- Kriegerdenkmäler für die Gefallenen des Ersten und Zweiten Weltkriegs
- Friedhofskapelle